# موزه شهدای ۲۷ دی دانشگاه تبریز

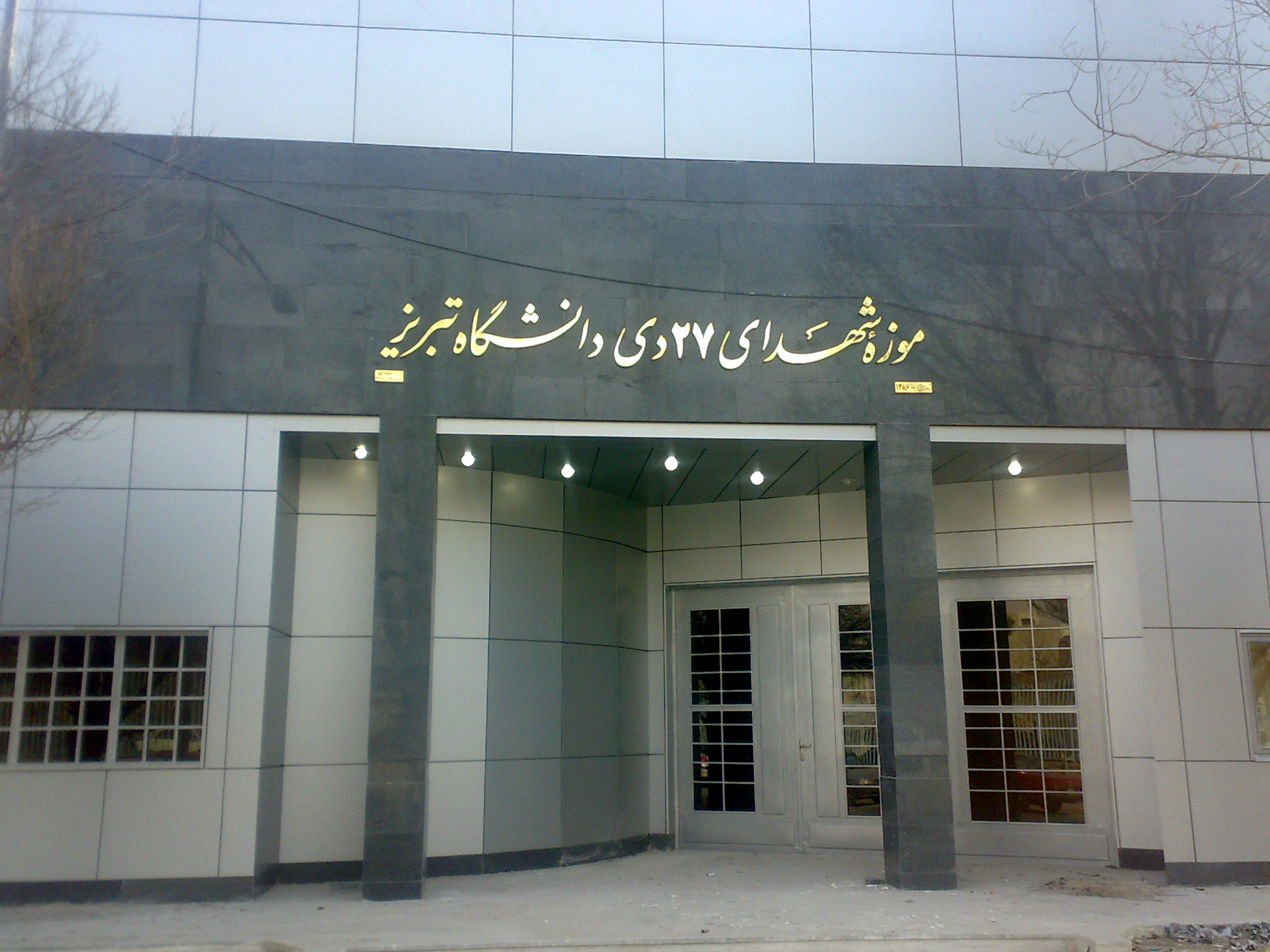

در موزه شهدای دانشگاه تبریز عکس، وصیت‌نامه و دست‌نوشته‌های  ۲۲شهید بمباران ۲۷ دی ۱۳۶۵ دانشکده فنی به نمایش گذاشته شده‌است.